# Lucian Popescu
Pour les articles homonymes, voir Popescu.
Ne doit pas être confondu avec Lucian Popescu (1912-1982), boxeur, ni Lucian Popescu, entraineur du Waza FC, club de Soccer intérieur et Futsal
Lucian Cosmin Popescu (né le 18 novembre 1973 à Timișoara) est un footballeur roumain qui évoluait au poste d'attaquant.

## Biographie
Avec l'équipe du NK Osijek, il joue en août 1995 un match en Coupe de l'UEFA (tour préliminaire), contre le Slovan Bratislava.

## Palmarès
- Finaliste de la Coupe de Roumanie en 1992 avec le Politehnica Timișoara